# 壬生の花田植

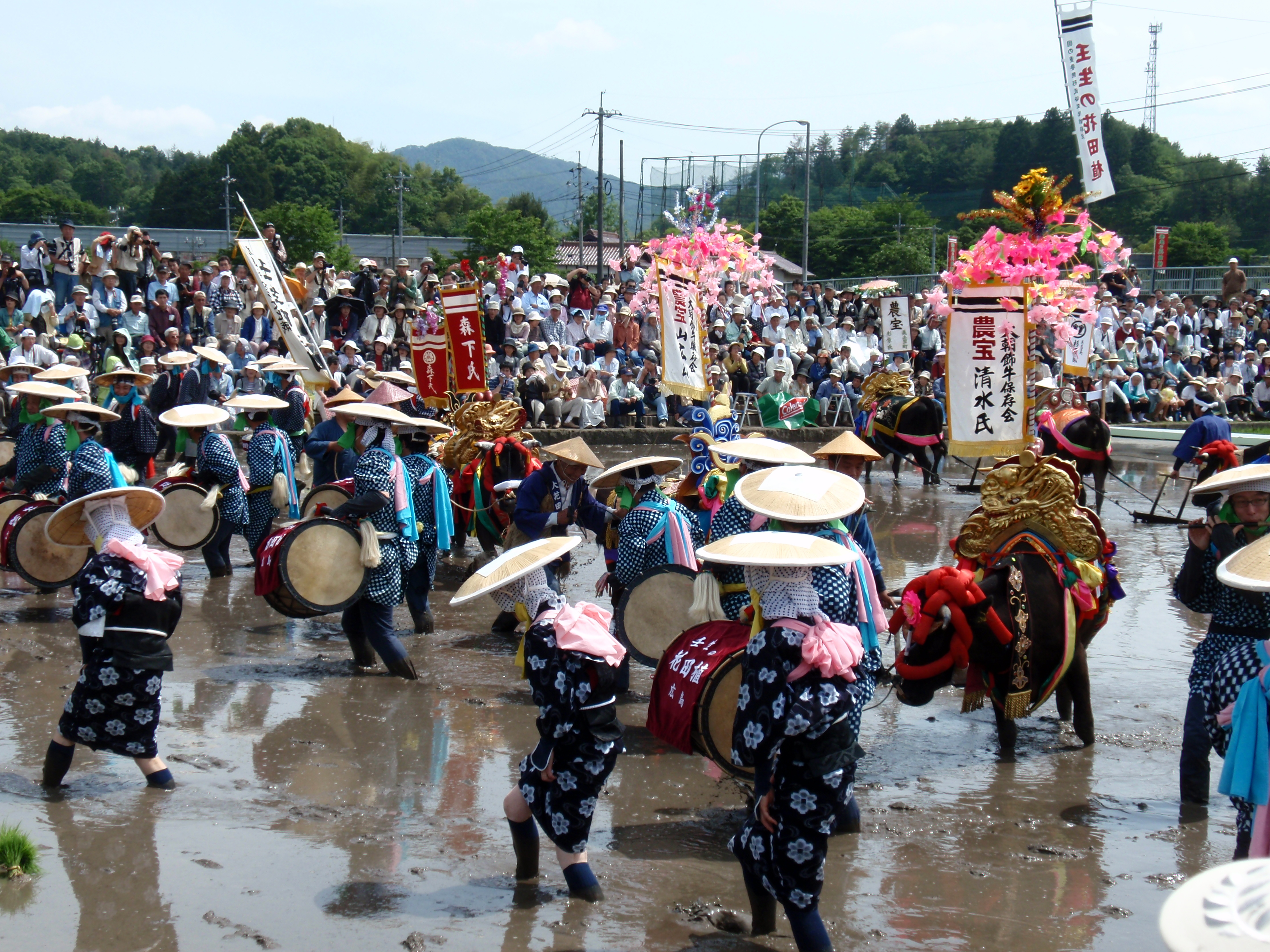
壬生の花田植

壬生の花田植（みぶのはなだうえ、みぶのはなたうえ）は、広島県山県郡北広島町壬生で、毎年6月の第1日曜日に豊作を願って行われる伝統行事である。日本の重要無形民俗文化財に指定され、ユネスコ無形文化遺産保護条約の「人類の無形文化遺産の代表的な一覧表」に記載されている。

## 概要
西日本には鎌倉時代の頃より、田植えの際には音頭取りが打ち合わせるささらの拍子にあわせ、大太鼓や小太鼓、笛や手打鉦で囃し、早乙女が田植歌を歌いながら植えていくという風習があった。サンバイ（田の神）を祭って無病息災と豊穣を願う農耕儀礼であるとともに、重労働である田植作業を楽しくこなすための工夫でもある。やがて田植えの行事は大勢の人々をあつめて一層華やかになり、代掻きの牛は造花で飾った花鞍をのせ、早乙女らは赤い襷や腰巻で着飾り、ハレの日を演出した。その華やかな様子から、花田植の名が付いたと言われている。
壬生の花田植えは、現在西日本に残る花田植えとしては最大の規模を誇り、「川東田楽団」と「壬生田楽団」がその伝統を伝えている。また、その歴史の深さから1976年（昭和51年）には国の重要無形民俗文化財に指定され、2011年（平成23年）11月にはユネスコの無形文化遺産に登録された。
きらびやかな装具をつけた飾り牛、絣の着物に菅笠をかぶった女、見事なバチさばきを見せる囃子手等、そのいずれもが、新緑の山、田んぼの水面にマッチし、初夏の一大絵巻となっている。

## 田植え歌の例
- サンバイ（田の神）を迎え来る この田にやこその 今朝の霧にやまかれて この田にやこその
- 唄の初めにまずサンバイを参らしょう ヤーハーレ ヤレ まずサンバイを参らしょう
- サンバイは どちらからまします宮の方から 宮の方からヤーレ 葦毛の駒に手綱よりかけ
- 苗取り上手が苗を取るを見やれ 水も揺るがぬ 苗を取るを見やれ
- 何と早乙女さんや 浅う植えてたもれの 浅う植えりゃ一反で二斗の米が多いよ
- ほととぎす 小菅の笠を傾けて 傾けてヤーレ 聞けども飽かぬほととぎす
- 田主殿の前田にや咲くは何の花やれ 稲の花 銭花咲いて徳の花 ヤーレ
- 兎殿 兎殿何故に耳が長いか 畝で生まれて谷で育って 畝の相も聞きたし谷の相も聞きたし それで耳が長いよ
- 音戸の瀬戸でまた清盛公はの 日の丸の扇で御日を招き戻した
- 今日の田友達は 名残惜しい友達 洗い河原で文を参らしょうかの

## ギャラリー

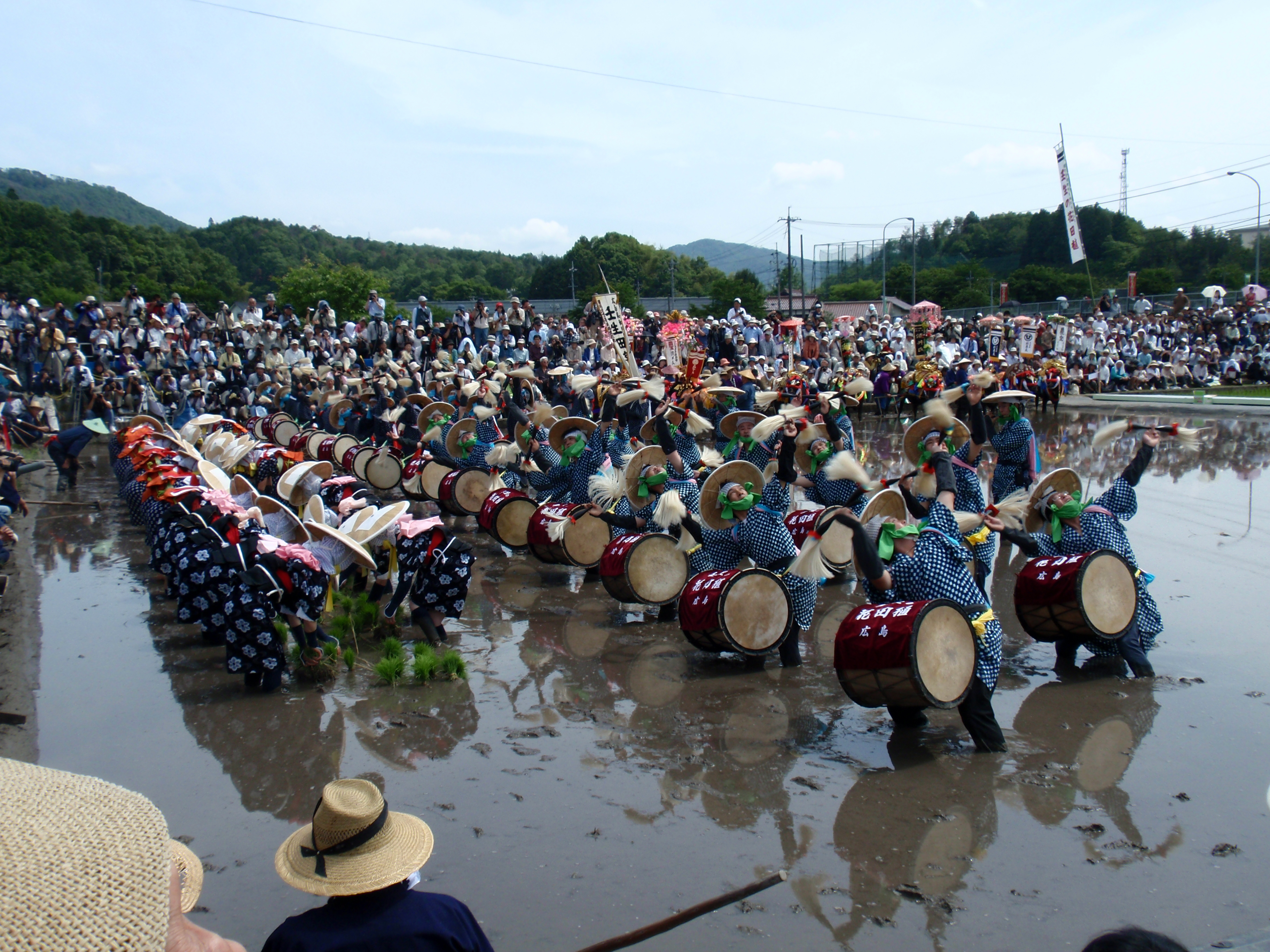
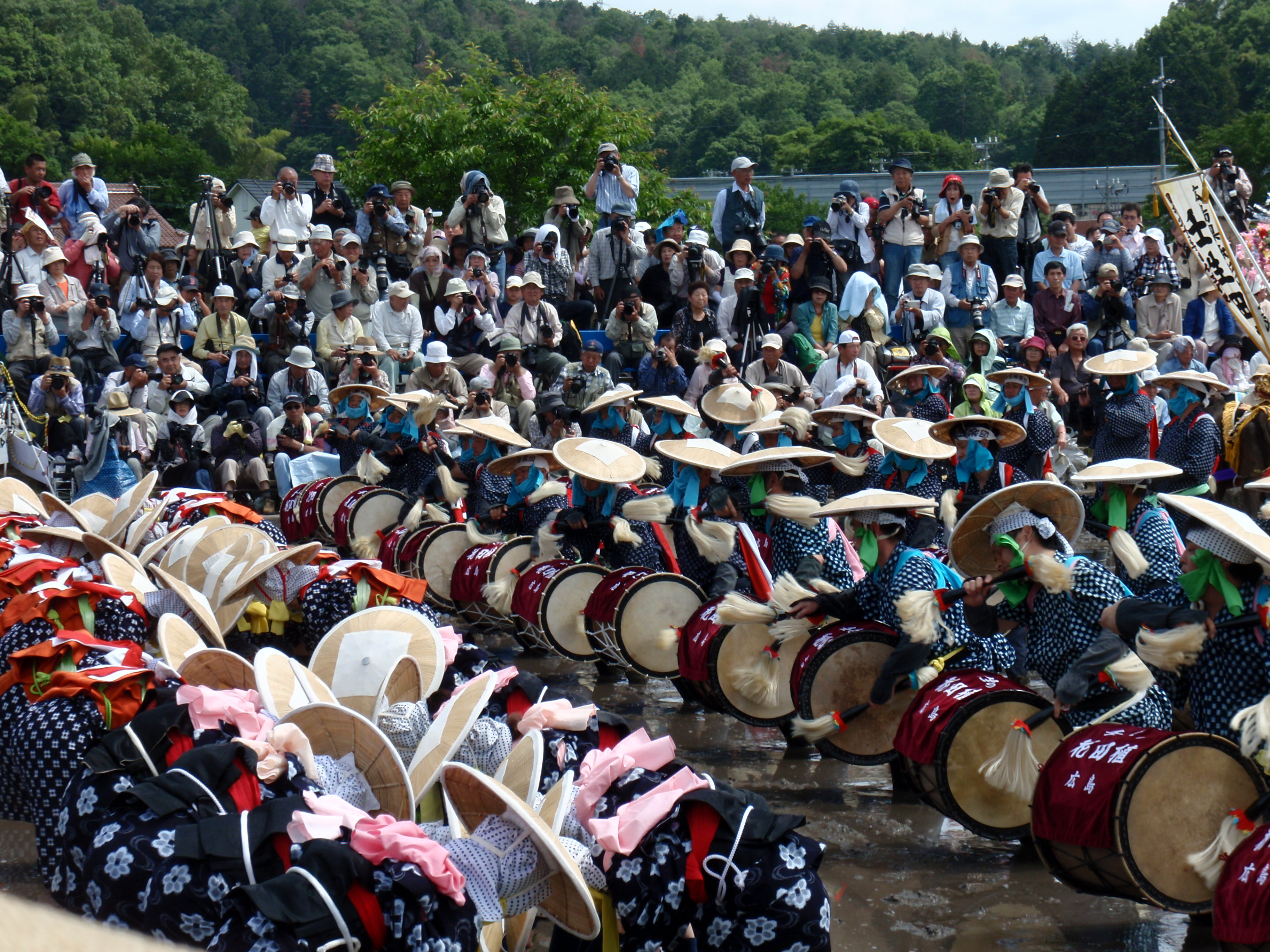